# Cosovan Attila
Cosovan Attila Róbert(Máramarossziget, Románia, 1970. március 25. –) tervezőművész, a Moholy-Nagy Művészeti Egyetem és a Budapesti Corvinus Egyetem  tanára, a COANDCO.CC  társalapítója.
Cosovan Attila tervezte a DFF (Design Felső Fokon) című a Magyar Iparművészeti Egyetem elmúlt ötven évét átfogó kiadványát, az OH (Object from Hungary), a START (5 év járműtervezés a DaimlerChrysler támogatásával) című kiadványokat, valamint a DIS.CO (ejtsd: dizájnkommunikáció / designkommunikáció ) című könyvet is ő írta és tervezte. Tanulmányait három egyetemen végezte: a bukaresti Román – Amerikai Egyetem Design Karán, az ELTE Esztétika szakán, a Magyar Iparművészeti Egyetem, Vizuális Kommunikáció Tanszék tervezőgrafikán.

## Életpálya
1992-ben kezdett grafikusként dolgozni. Művészeti tanulmányait a bukaresti Román-Amerikai Egyetem Design karán kezdte 1992-ben. Két évvel később az ELTE Esztétika tanszékén folytatta tanulmányait, ezzel egy időben beiratkozott a Magyar Iparművészeti Egyetem vizuális kommunikáció tanszékére is, ahol tervezőgrafikát tanult. 1998-ban diplomázott és Vizuális kommunikáció tervező művészi oklevelet szerzett. Diplomaszerzése után reklámügynökségeknél dolgozott, majd 2003-2007 között a Moholy-Nagy Művészeti Egyetem doktori iskolájának hallgatója volt. 2009-ben megírta DIS.CO című könyvét http://issuu.com/cosovan/docs/ca_disco_web    2010-ben DLA fokozatot szerzett, majd ugyanennek az egyetemnek a docense – egyben a négy Red Dot díjas www.coandco.cc társalapítója  -, ahol a designkommunikáció program létrehozójaként a design globális fontosságáért és egyben felelősségvállalásáért küzd. https://drive.google.com/file/d/1yfUydwHm_mGQWniti_mW3_LLaNK2xYEm/view?usp=drivesdk  Folyamatosan  publikál különböző szaklapokban. 2012-től a Magyar Formatervezési Tanács tagja, ugyanebben az évben munkásságát  Ferenczy Noémi-díjjal jutalmazták. 2013-tól a Designterminál Tanácsadó Testületének tagja. Ugyanebben az évben habilitált. 2015 szeptemberétől a Budapesti Corvinus Egyetem habilitált docense, majd 2018-tól professzora.
Szakmájáról alkotott véleménye és a DESIGNKOMMUNIKÁCIÓRÓL néhány sorban:
Designkommunikáció = fejlesztésbe (fejlődésbe) integrált kommunikáció*
A designkommunikáció nem csupán funkció és forma, hanem tartalom, üzenet, stílus és kultúra is egyben.
Ez egy szemlélet, amely a designt és a jelenlegi életünket meghatározó gazdaságot, valamint a stratégiai kommunikációt próbálja összekötni a hozzá illő státusszal együtt.
A kommunikáció ebben a formában nem egy utólagos sallang, hanem a problémakereséssel, problémamegoldással együtt születik és kódolódik a termék, szolgáltatás vagy éppen eljárás fejlődésébe.
A tervezés, az alkotás az emberi faj egyik legfontosabb adottsága és egyben kötelessége, figyelembe véve a társadalmi állandók és változók kölcsönhatását.
Az alkotói/tervezői képességünk, fajunk létezése óta determinálja a Túlélés – Fennmaradás – Fejlődés hármasát.
Tehát a Design (Tervezés), az Alkotás = Felelősség és egyben Lehetőség is.
Konklúzió: Az állandó és változó együtthatója az alkotás.
A Nobel Díjas közgazdász Herbert Simon művében úgy fogalmaz „legyen az mérnöki tervezői folyamat, orvostudomány, üzlet, építészet vagy festészet nem azzal foglalkozik, hogy mi szükséges, hanem hogy mi lehetséges – nem azzal, hogy mi van, hanem azzal, hogy mi lehet, – röviden designnal”.
A Designkommunikáció egy olyan kapcsolatteremtési szemléletet képvisel amely HÍD-ként jelenik meg a különböző diszciplínák és diskurzusok, a társadalom és a gazdaság jelenségei között. Komplex módszerével valós idejű kapcsolatot lehet teremteni oktatás, kutatás és vállalkozás-fejlesztés között. Számol az idő-faktorral mely túl erős, szerteágazó és objektívnek tűnő a digitális (majd várhatóan a) konceptuális kor kontextusában
*Szabadalmi Közlöny és Védjegyértesítő – 113. évfolyam 12. szám I. kötet, 2008.12.15. Lajstromszám:196961
DIS.CO-FÉLE GAZDASÁGI ÉS TÁRSADALMI ALAPMODELL (2009)
- 1. az internetet elfogadni olyan infrastruktúraként, amely a Túlélés-Fennmaradás-Fejlődés érdekében a legtöbbet teheti, azaz megteremti az esélyegyenlőséget és lehetővé teszi a -soha eddig nem tapasztalt – tudás és technológiák demokratizálódását.
- 2. az egész emberi fajban megtalálni a közös nevezőt, a minimum- és maximumszabályokat (megoldásokat), és átmenetileg elfogadni a közös pénzt.
- 3. minden létező nyelvet – beleértve a jelnyelvet is – hivatalossá tenni, és az optimális fordító technológiát mielőbb kifejleszteni a planetáris összefogás jegyében. A közös nevezőt és a minimum maximumszabályokat megfogalmazva, kifejleszteni a TFF Wiki környezetet.
- 4. a TFF (azaz a Túlélés/Fennmaradás/Fejlődésről gondoskodó) szoftvert/projektet/környezetet bevezetni a köztudatba, és mielőbb alternatív kiegészítő gazdasági modellként üzemeltetni, kezdetben gyerekek és idősek számára, akiknek jól jöhet egy értékfenntartó és értékteremtő társadalmi jelenlét (egyelőre „állami” támogatás mellett).
- 5. a tömeges együttműködést, a Wikipédiát és a Wikinómiát alapértelmezett szemléletként támogatni és használni, minden szinten (egyelőre „állami” támogatások mellett).
- 6. a TFF programot bevezetni az oktatási intézményekben, általánostól a legmagasabb szintig + a teljes társadalom számára elérhetővé tenni, mint például jelenleg a Wikipédia (egyelőre „állami” támogatások mellett).
- 7. nyitottá és elszámoltathatóvá tenni a társadalmat, irány és irányultság nélkül, azaz mindenki számára elérhetővé tenni az információt.
- 8. a pénz megszerezhetőségét a TFF, valamint az elszámoltathatóság és nyitottság halmazában újraértelmezni. A TFF pontosan tudja, hogy lokális és planetáris szinten minek milyen értéke van, és ez alapján az emberek társadalmi részvétele folyamatosan értékelve lesz: kreditben, pontban, szmájliban, stb. amik akár anyagi javakra is fordíthatók.
- 9. a közvetlen demokráciára való felkészülés (talán paradoxonnak tűnhet, de egyelőre állami kommunikáció révén, hiszen elvégre az állam, a demokráciában, egy kis jó szándékkal – ma is – a közösséggel egyenlő).
- 10. ezeket követi öt éven belül a közvetlen demokrácia első éve. A felvetések, a lokális és globális problémák a TFF segítségével és a különböző nyílt forráskódú felületeken, valamint a közösségi fórumok révén kerülnek megvitatásra, majd döntésre. Amennyiben ma egy törvény kidolgozása 1 év, úgy a közvetlen demokráciában ez nem lehet több 1 hónapnál. A törvény nem állandó, hanem folyamatosan változik, a társadalom morális fejlődésével arányosan, valamint a TFF révén. A törvény nem tiltás, szabály, hanem megoldás!
- 11. megszűnnek azok a munkahelyek, amelyeket az infrastruktúra helyettesíteni tud, létrejönnek a szabad és önálló, új típusú munkahelyek. A TFF segítségével, az együttműködök számát folyamatosan látni lehet, és a felvetett probléma fontosságát mérlegelni, illetve értékelni, természetesen a lokális és planetáris érdekek figyelembe vételével.
- 12. a pénz jelenlegi formája, intézményei és tartalmi háttere teljesen megszűnik. Önálló entitásként többé nem létezik. A pénz utódja a társadalmi értékítélet lesz – nevezzük most T.É.R.-nek, amit bárki bárhol, bármikor materializálhat, a majdani kívánalmaknak megfelelően.
- 13. megszűnnek a Földön a territoriális határok, hogy tisztán, háborúk és a múltra hivatkozó revizionista eszmék nélkül, minden nemzet kultúrája és nyelve nyugodtan fejlődhessen és létezhessen a Planetáris egészen belül: a Bolygó lesz a hazátok, a kertetek, amelyet ennek megfelelően óvni és gondozni fogtok.
- 13+1. ezen felül pedig mindenki ugyanúgy élhet, mint eddig, csak szabadon és nyitottan, ugyanúgy szerethet és kívánhat meg egy másik embert, ugyanúgy fog vigyázni gyermekeire és zenét hallgatni, ugyanúgy fog kirándulni és bringázni, focizni, enni, aludni, ugyanúgy fog görög filozófusokat és kortárs írókat olvasni bármilyen nyelven, és bármilyen kulturális kötődéssel, ugyanúgy gyakorolhatja vallását természetesen kulturális, filozófiai és lelki megközelítésben – a mostani hatalmi és materializált ideológia helyett -, csak mindezt méltósággal, esélyegyenlőségben és létbiztonságban, hiszen szabadon választott munkája, a TFF környezet révén, élete végéig szól, mert hivatása, munkahelye, az élete nem más, mint a Föld bolygó.

## Művészeti Kiállítások
- 1993, csoportos, /Comunicatii Vizuale/ címmel, GAMB Bukarest.
- 1995, önálló, Együtt címmel, GMM Máramarossziget.
- 1996, X.Tervezőgrafikai Biennálé, Békéscsaba.
- 1997, önálló, Nő címmel, GMM Máramarossziget.
- 1997, önálló, Nő címmel, Portland, USA.
- 1998, önálló, Feketegrayalb címmel, Kiscelli Múzeum, Budapest.

## Alkotói és Oktatói Díjak / Sikerek
- 1993, I. díj Comunicatii Vizuale, Bukarest.
- 2000, I. díj MT Rt. Nemzetközi Turisztikai kiállítás, London (építész Jásdi Miklós)
- 2001, Nívódíj – MTRt. Nemzetközi Turisztikai kiállítás, arculata (építész Jásdi Miklós)
- 2002, SADICONTEST Cultural Crossroads Nemzetközi Design Pályázat, Tale Pillow – II. díj (témavezető) / hallgató: Balogh István
- 2003, Electrolux Nemzetközi Design Pályázat, I. díj (konzulens) / hallgatók: Cosovan Tamás, Hosszú Gergely
- 2004, Gaz De France, Nemzetközi Design Pályázat- II. díj, (konzulens) / hallgatók: Cosovan Tamás, Megyeri Gábor
- 2005, Magyar Formatervezési Díj, Diák kategória – Slick, Braun projekt (konzulens) / hallgatók: Cosovan Tamás, Nagy Richárd
- 2006, Magyar Formatervezési Díj, Diák kategória – Witch, Electrolux projekt (konzulens) / diplomázó: Cosovan Tamás[3]
- 2006, Epica Nemzetközi Reklámfesztivál, Online pályázat, I. díj (tervezőtársak: Nagy Richárd, Szabó László)
- 2007, Magyar Formatervezési Díj, Diák kategória – OVSZ projekt, (témavezető) / hallgatók: Deák László, Darvas Réka, Nagy Richárd, Sümegi Éva, Szmolka Zoltán
- 2008, Magyar Formatervezési Díj, Diák kategória – Diploma (témavezető) / diplomázó: Sümegi Éva
- 2008, Magyar Formatervezési Díj, Diák kategória – Diploma – Pentavox projekt (konzulens) / diplomázó: Nagy Richárd
- 2010, Magyar Terméknagydíj – Gömböc Bélyegfüzet / tervezők: Nagy Richárd, Cosovan Tamás, Hosszú Gergely és Cosovan Attila
- 2010, Designing Obama – Kampány Könyv / Közreműködő
- 2011, RedDot Design Award, Winner / CocoDice / coandco.cc
- 2011, Magyar Formatervezési Díj, Termék kategória / CocoDice / coandco.cc
- 2012, Ferenczy Noémi-díj
- 2012, RedDot Design Award, Winner / DSI / coandco.cc
- 2013, Magyar Formatervezési Díj, Termék kategória / CocoDice / coandco.cc
- 2013, Magyar Formatervezési Díj, Diák kategória / LightMe / Pais Panni, Püspök Balázs, Cosovan Attila / MOME
- 2014, RedDot Design Award, Winner / NOSIBOO / coandco.cc
- 2015, RedDot Design Award, Winner / Teqball / coandco.cc
- 2016, AA Design Award Silver Award / Sustainable identities /  alkotótársak: Cseke Szilárd, German Kinga, MOME
- 2016, German Design Award, Special / NOSIBOO / coandco.cc
- 2017, Finewaters Taste and Design Competition / Silver / Bronz / 383 The Kopjáry Water / coandco.cc
- 2018, iF Design Award Winner / Teqball / coandco.cc
- 2019, Millenniumi-díj / coandco.cc
- 2019, Finewaters Taste and Design Competition / Gold Award / 383 The Kopjáry Water / coandco.cc
- 2019, Leginnovatívabb marketing kurzus díja: "A designkommunikáció vállalatirányítási kérdései" című kurzusnak   EMOK, Egyesület a Marketing Oktatásért és Kutatásért
- 2020, RedDot Design Award, Winner / Teqball / coandco.cc
- 2021, RedDot Design Award, Winner / 878 / 878co.com
- 2022, SZTNH, Design Management Excellence különdíj, / coandco.cc
- 2024, Legjobb film díj – ACR (Advances in Consumer Research) Paris / alkotók: Horváth Dóra, Bollók Máté és Cosovan Attila

## Publikációk
- MTMT – Magyar Tudományos Művek Tára *https://m2.mtmt.hu/gui2/?type=authors&mode=browse&sel=10057620

### Külső hivatkozások
- Co & Co weboldal, Cosovan Attila munkái Archiválva 2011. február 7-i dátummal a Wayback Machine-ben
- Wapedia – Wiki: Cosovan Attila Róbert[halott link]
- [ halott link]]
- Archiválva 2019. június 24-i dátummal a Wayback Machine-ben